# Nationalmuseum Ban Kao
Das Nationalmuseum Ban Kao (Thai พิพิธภัณฑ สถานแห่งชาติ บ้านเก่า) gehört zu den Nationalmuseen von Thailand in Kanchanaburi.
Das Nationalmuseum Ban Kao liegt etwa 35 km nordwestlich von Kanchanaburi am Mae Nam Khwae Noi (Khwae-Noi-Fluss). 
Es wurde aufgrund von Funden eines holländischen Gefangenen eingerichtet, der auf sie während der Konstruktion der Eisenbahn im Zweiten Weltkrieg stieß. 
Das Museum stellt insbesondere steinerne Objekte aus, die auf die Besiedlung dieser Gegend vor mehr als 4.000 Jahren schließen lassen. Ausgestellt sind Skelette, Schüsseln, Äxte und Grabbeigaben, die überwiegend in der Nähe von Ban Kao gefunden wurden.
Koordinaten: 13° 58′ 30,9″ N, 99° 18′ 41″ O